# Ravilja Salimova
Ravilja Nadžipovna Salimova, coniugata Prokopenko (in russo Равиля Наджиповна Салимова-Прокопенко?; Shurchi, 8 agosto 1941 – Tashkent, 1º luglio 2019), è stata una cestista sovietica.

## Carriera
Con l'Unione Sovietica ha disputato due edizioni dei Campionati mondiali (1964, 1967) e quattro dei Campionati europei (1962, 1964, 1966, 1968).